# Gare de Boezinge
La gare de Boezinge est une ancienne halte ferroviaire de la ligne 63, de Thourout à Ypres située à Boezinge, ancienne commune rattachée à la ville d'Ypres, dans la province de Flandre-Occidentale en Région flamande.

## Situation ferroviaire
Établie à 11 m d'altitude, la gare de Boezinge était située au point kilométrique (PK) 27.1 de la ligne 63, de Thourout à Ypres entre la gare de Langemark et le point d'arrêt de Brielen.

## Histoire
La station de Boesinghe est mise en service le 15 août 1873 lorsque la Compagnie du chemin de fer d'Ostende à Armentières membre de la Société générale d'exploitation de chemins de fer inaugure la ligne de Thourout à Ypres.
Un nouveau bâtiment de gare est construit dans la période comprise entre 1880, année du rachat par l'État belge, et les années 1900. Il est détruit lors des combats de la Première Guerre mondiale et remplacé dans les années 1920 par le bâtiment actuel. La gare est rebaptisée Boezinge en 1938.
La SNCB, qui a remplacé les Chemins de fer de l'État belge en 1926, met fin aux trains de voyageurs de la ligne 63 le 22 mai 1955. La section de Kortemark à Ypres reste utilisée pour les marchandises jusqu'en 1990 ; la date de fin des dessertes de Boezinge n'est pas connue. La ligne est déclassée en 2003 et le chemin « Vrijbosroute » permet aux piétons et cyclistes de parcourir l'assiette de la ligne.

## Patrimoine ferroviaire

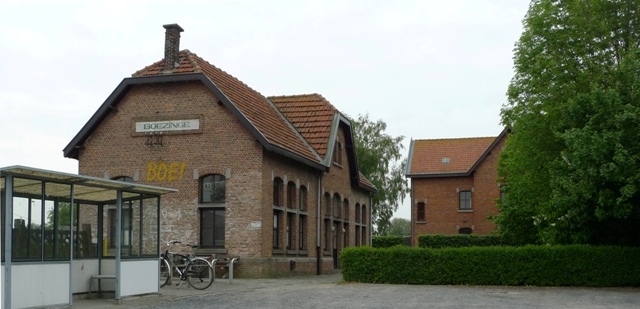
Bâtiment et maison de fonction.

L'aspect du bâtiment d'origine n'est pas connu. Il est remplacé par une gare de plan type 1881 avec une aile de trois travées à droite du corps de logis. Ce dernier, ainsi que la maison de garde-barrière, ne survit pas à la Première Guerre.
Le bâtiment des recettes actuel a été construit au début des années 1920. Il appartient à une version des bâtiments type « Reconstruction » des Chemins de fer des Chemins de fer de l'État belge dont trois exemples ont été érigés sur la ligne 63 à Poelcapelle, Langemark et Boezinge ; se reporter à une description plus en détail du bâtiment de la gare de Langemark.
À l'arrière de la gare se trouve une maison, qui servait soit d'appartement de fonction pour le chef de gare, soit pour le garde-barrière, semblable à celle à proximité des gares de Langemark et Poelcapelle.
Listé depuis 2009 au patrimoine architectural de Flandre, il sert de local à l'association de jeunes « Boe! ».